# Municipio de Berwick (Illinois)
El municipio de Berwick (en inglés: Berwick Township) es un municipio ubicado en el condado de Warren en el estado estadounidense de Illinois. En el año 2010 tenía una población de 327 habitantes y una densidad poblacional de 3,52 personas por km².

## Geografía
El municipio de Berwick se encuentra ubicado en las coordenadas 40°45′10″N 90°29′19″O / 40.75278, -90.48861. Según la Oficina del Censo de los Estados Unidos, el municipio tiene una superficie total de 92.94 km², de la cual 92,92 km² corresponden a tierra firme y (0,01 %) 0,01 km² es agua.

## Demografía
Según el censo de 2010, había 327 personas residiendo en el municipio de Berwick. La densidad de población era de 3,52 hab./km². De los 327 habitantes, el municipio de Berwick estaba compuesto por el 97,25 % blancos, el 0,31 % eran afroamericanos y el 2,45 % eran de una mezcla de razas. Del total de la población el 0 % eran hispanos o latinos de cualquier raza.